# Frontera Hidalgo
La città di Frontera Hidalgo è capoluogo dell'omonimo comune, nello stato del Chiapas, Messico. Conta 3 375 abitanti secondo le stime del censimento del 2005.

## Storia
Il paese fu inizialmente creato con il nome Frontera Díaz, in omaggio a Porfirio Díaz, per decreto del 30 dicembre del 1898, promulgato da Francisco León, governatore costituzionale dello stato del Chiapas. 
Il 21 agosto del 1929 il governatore Raymundo E. Enríquez lo eleva nuovamente al rango di Comune con il nome attuale in memoria di Don Miguel Hidalgo y Costilla, iniziatore dell'indipendenza del Messico.
Dal 1983, in seguito alla divisione del Sistema de Planeación, è entrato a far parte della regione economica VIII SOCONUSCO.

## Amministrazione

### Gemellaggi
Frontera Hidalgo è gemellata con:
- Campobasso, Molise, Italia